# Eupterote diabolica
Eupterote diabolica är en fjärilsart som beskrevs av Swinhoe 1885. Eupterote diabolica ingår i släktet Eupterote och familjen Eupterotidae. Inga underarter finns listade i Catalogue of Life.